# Władysław Nowicki
Władysław Nowicki (ur. 20 października 1846 w Pszczonowie, zm. 14 października 1918 w Warszawie) – polski pisarz, filolog i pedagog.

## Życiorys
Syn Pawła Nowickiego i Marianny Zakrzewskiej. Ukończył szkołę ludową w Łowiczu, następnie II Gimnazjum w Warszawie w 1865, po czym tegoż roku wstąpił do Szkoły Głównej na wydział filologiczno-historyczny, który ukończył ze stopniem magistra nauk filologiczno-historycznych w 1869 (praca dotyczyła wierzeń ludu). Od 1876 do 1896 był nauczycielem Instytutu Głuchoniemych i Ociemniałych w Warszawie. W latach 1881–1896 wykładał język polski w Szkole Handlowej im. Leopolda Kronenberga w Warszawie. Od 1897 nauczycielem języka polskiego w gimnazjum w Lublinie. W 1905 przekroczył wiek emerytalny. Od tego czasu pracował w szkołach prywatnych w Warszawie, Chrzanowskiego i Konopczyńskiego. Odszedł z pracy w 1910.
Wydał m.in. Wierzenia i wyobrażenia ludu (1873), Biografia ks. Falkowskiego (1876), Początki języka polskiego (IX. wyd. 1903), Jak uczyć początków języka (1879), Co dać dziecku na gwiazdkę. Przegląd literatury dla dzieci i młodzieży z ostatniego siedmiolecia (1886), Na letnim mieszkaniu. Rozrywki i zajęcia dzieci na wsi (1897), Nasi pisarze w najpiękniejszych wyjątkach (t. 2, 1905).